# Pravica do življenja
Pravica do življenja je drama Zofke Kveder iz leta 1901.

## Obnova

### Osebe
- Zima Ivan, trgovec.
- Marija, njegova žena.
- Berta, njuna hči.
- Pepi, njun sin.
- Maks, daljni sorodnik.
- Ponikvar, bogat trgovec.
- Dolinšek, župnik.

Čas: sedanjost.

### 1. dejanje
Pepi, priklenjen na invalidski voziček, se rad pogovarja z Berto; hoče, da bi živela polno, močno, svoje življenje - da bi živela še zanj, ki je za vse prikrajšan. Pove ji, da jo hočejo zaradi denarja omožiti s starim Ponikvarjem; naj se ne pusti prodati, ko bodo pritisnili nanjo z dolžnostjo, hvaležnostjo, ljubeznijo - starši nimajo pravice, da bi zahtevali žrtve od svojih otrok. Berta se ne zaveda resnosti položaja, samo sonce jo je, čaka na nekaj lepega, krasnega ... Tedaj pride domov oče in od Berte kar naravnost zahteva, naj bo prijazna s Ponikvarjem, ki pride danes na kosilo; zasnubil da jo je, vse je že dogovorjeno. Ko se Berta upre, ji pove, da so pred bankrotom, brez ženinovega bogastva bodo berači. Berta je obupana, zateče se k Pepiju, ki jo bodri, naj se ne vda.

### 2. dejanje
Ponikvar pri kosilu samozavestno rine v Berto, ki je hladna in se izmakne, če le more. Starša sta ogorčena, posebej Marija, ki misli le na dobro partijo. Celo Maksa prosi, naj vpliva na Berto, da bo "pametna"- Makso, ki Berto naskrivaj ljubi, se brani. Tedaj pride na obisk župnik, opazi, da gre za zaroko in veselo napije nevesti in ženinu - Berti in Maksu. Vsi so osupli, Berta pa se zave svoje ljubezni do Maksa. Obupana mati prosi župnika za posredovanje, kar pa on zelo nerad stori. Pred Pepijem se spominja, kako je moral materi na smrtni postelji obljubiti, do bo postal duhovnik, čeprav zoper svojo voljo. Za Pepija je materina želja egoizem, a župnik o tem noče razmišljati, z Berto pa je zelo blag. Dekle kar kipi od sreče, počuti se močno, pogumno - ne bo se vdala.

### 3. dejanje
Dan odločitve je pred vrati, Berta pa omahuje - ima pravico do sreče na škodo drugih? Pepi se boji njenega mehkega srca: če je že treba žrtev, naj bodo žrtvovani tisti, ki so nemočni, recimo on, ona pa nikakor ne. Berta išče opore tudi pri Maksu, ki je sprva zelo zadržan, saj je noče zapeljati v revščino; potem pa se ne more več premagovati in jo strastno objame. Tedaj vstopi Zima, srdit očita Maksu nehvaležnost, saj bi kot knjigovodja lahko vedel, zakaj mora Berta vzeti Ponikvarja. Toda Maks se ne umakne, vse, kar so mu storili dobrega, je odslužil, z njim so razpolagali in mu po svoje krojili življenje - za kaj naj bo hvaležen? Ker tudi Berta ne popusti, se oče zlomi: vse breme je nosil sam, zdaj je truden, naj propade vse z njim vred; najrajši bi vzel revolver, a je prestrahopeten…

### 4. dejanje
Zima obljubi Pepiju, da hčeri ne bo vsiljeval neljubega ženina – on sam se je tudi poročil zaradi denarja in ni bil srečen, toda revščina je težka ... Pride Ponikvar, ki je bil že pripravil zaročno slovesnost; z odklonitvijo se ne more sprijazniti in postane tako nesramen, da mu Zima pokaže vrata. Marija se v sebičnem strahu panično obesi na Ponikvarja in z moralnimi očitki tako silovito pritisne na Berto, da to omaga in se izroči zoprnemu snubcu. Tedaj poseže vmes Pepi, svoje življenje žrtvuje za sestrino: zabode se in družina se pretresena zbere ob umirajočem.